# アンドレ・ヴァンデルノート
アンドレ・ヴァンデルノート（André Vandernoot, 1927年6月2日 - 1991年11月6日）は、ベルギーの指揮者。

## 経歴
ブリュッセルに生まれ、ブリュッセル王立音楽院で学んだ後、1951年にブザンソン国際指揮者コンクールで8位入賞する。1952年からウィーン音楽院で学び、1954年からベルギー国立管弦楽団の指揮台に上がるようになった。1958年にアントウェルペンの歌劇場でコレペティトール（練習指揮者）を務めた後は、1960年にモネ劇場の音楽監督になり、1974年から翌年までベルギー国立管弦楽団の音楽監督を務めた。
1978年からはブラバント管弦楽団の音楽監督になる一方、1976年から1982年までアントワープ・フィルハーモニー管弦楽団（現アントワープ交響楽団）の首席客演指揮者となり、1987年から1991年までRTBF交響楽団の首席指揮者を務めた。
1991年、ブリュッセルで死去。